# Шалкар (Айиртауський район)
Шалка́р (каз. Шалқар) — село у складі Айиртауського району Північноказахстанської області Казахстану. Входить до складу Лобановського сільського округу.
Населення — 487 осіб (2021; 696 у 2009, 866 у 1999, 974 у 1989).
Національний склад станом на 1989 рік:
- росіяни — 69 %.